# Jabir ibn Aflah
Jabir ibn Aflah al-Ishbili Abu Mohammed (Arabisch : أبو محمد جابر بن أفلح) (Sevilla, ca. 1100 – 1150) was een Arabisch wiskundige en astronoom, wiens werk ooit vertaald werd in het Latijn en daardoor de latere Europese wiskundigen sterk heeft beïnvloed.

## Leven
Over het leven van Jabir ibn Aflah is weinig bekend. Over zijn naam al-Ishbili ("van Sevilla") zijn er verscheidene discussies, en een vermelding bij de joodse filosoof, jurist en arts Mozes Maimonides (Arabische naam : Abu 'Imran Musa ibn Maymun ibn 'Ubayd Allah) kan op zijn geboorteplaats wijzen. Maimonides was geboren 1135 in Córdoba en bronnen wijzen erop, dat hij en Jabir ibn Aflahs zoon contact gehad hebben. Vandaar kunnen we een benaderde geboortedatum en sterfdatum geven.
In de trigonometrie is een wiskundige stelling van hem bekend.
Jabir ibn Aflah was niet enkel wiskundige, maar ook astronoom. Jabir ibn Aflah ontwierp 2 astronomische instrumenten, die als een directe voorloper van het torquetum kunnen gelden.
Jabirs commentaren op Almagest van Claudius Ptolemaeus waren in geheel Europa bekend. In zijn bekendste werk Islah al-Majisti ("Verbetering van Almagest") staat zijn beroemde weerlegging van een bewering van Ptolemaeus. Jabir zei, dat de banen van
Venus en Mars rond de Aarde buiten die van de zon om de Aarde lagen en niet daarbinnen, zoals Ptolemaeus beweerde.
'Abd al-Hamīd ibn Turk · 
Abd-al-Rahman Al Sufi · 
Abū al-Hasan ibn Alī al-Qalasādī · 
Abū Ishāq Ibrāhīm al-Zarqālī · 
Abū Kāmil Shujā ibn Aslam · 
Abu'l-Hasan al-Uqlidisi · 
Abul Wafa · 
Ahmed ibn Yusuf · 
Al-Biruni · 
Al-Chwarizmi · 
Al-Hajjāj ibn Yūsuf ibn Matar · 
Alhazen · 
Al-Jayyani · 
Al-Karaji · 
Al-Khazini · 
Al-Kindi · 
Al-Mahani · 
Al-Majrati · 
Al-Sijzi · 
Hunayn ibn Ishaq · 
Ibn al-Banna · 
Ibn Sahl · 
Ibn Tahir al-Baghdadi · 
Ibn Yahyā al-Maghribī al-Samaw'al · 
Ibrahim al-Fazari · 
Ibrahim ibn Sinan · 
Jabir ibn Aflah · 
Kushyar ibn Labban · 
Mohammed al-Fazari · 
Mohammed ibn Jābir al-Harrānī al-Battānī · 
Nasir al-Din al-Toesi · 
Sinan ibn Thabit · 
Thabit ibn Qurra · 
Ulug Bey · 
Yusuf al-Mu'taman ibn Hud